# Stade Clermontois Basket Auvergne
El Stade Clermontois Basket Auvergne fue un equipo de baloncesto francés con sede en la ciudad de Clermont-Ferrand. Disputaba sus partidos en la Maison des Sports, con capacidad para 4.630 espectadores.
En 2015 se fusionó con el Jeanne d'Arc Vichy para formar el Jeanne d'Arc Vichy-Clermont Métropole Basket, que comenzó a competir la temporada siguiente.

## Posiciones en liga
- 1991 - (1-N2)
- 1992 - (N1)
- 2001 - (1-N2)
- 2002 - (1-N1)
- 2003 - (7-B)
- 2004 - (1-B)
- 2005 - (13-A)
- 2006 - (14)
- 2007 - (13)
- 2008 - (16-A)
- 2009 - (4-B)
- 2010 - (14-B)
- 2011 - (17-B)
- 2012 - (15-NM1)
- 2013 - (5-NM2)
- 2014 - (3-NM2)
- 2015 - (8-NM2)

## Palmarés
- Campeón Pro B - 2004
- Campeón NM1 - 2002
- Campeón NM2 - 2001

## Jugadores Históricos
| - Francia Stéphane Lauvergne - Francia Nicolas Prat - Francia David Melody - Francia Fabrice Périac - Francia Régis Racine - Estados Unidos Erroyl Bing - Francia Dounia Issa - Francia Demba Mbengue - Francia Stéphane Risacher - Senegal El Kabir Pene - Francia Gauthier Darrigand | - República del Congo/ Francia Jean-Felix Moupegnou - Estados Unidos Mike Smith - Francia Thomas Larrouquis - Francia Mickaël Toti - Francia Moussa Badiane - Estados Unidos/ Costa de Marfil Errick Craven - Canadá Jermaine Bucknor - Francia Mathieu Guichard - Estados Unidos Jonathan McClark - Bulgaria Simeon Naydenov - Francia Christian Garreau |